# Nguyễn Tuấn Anh
Nguyễn Tuấn Anh, född 16 maj 1995, är en vietnamesisk fotbollsspelare.
Nguyễn Tuấn Anh spelade 7 landskamper för det vietnamesiska landslaget.